# Slide Rule
Slide Rule (Engels voor rekenliniaal) is de titel van een gedeeltelijk (auto)biografisch boek van de Britse schrijver Nevil Shute, geschreven toen hij ongeveer 55 jaar oud was. De volledige titel van het boek, dat hij in 1955 schreef (vijf jaar voor zijn dood) luidt Slide Rule: Autobiography of an Engineer.
Bij zijn werk als constructeur van het Engelse luchtschip HMA R100 gebruikte hij een speciale cilindervormige versie van zo'n rekenmachine. Het grootste deel van de biografie omvat zijn ervaringen met de "kapitalistische" door Vickers in Howden gebouwde HMA R100 en de wedstrijd met de "concurrerende" HMA R101, die in de nacht van 4-5 oktober 1930 crashte en verbrandde bij Beauvais/Allonne in Frankrijk.  Bij vertrek was het weer stormachtig en Shute was niet de enige die het onverantwoord  vond om in die omstandigheid met zo'n kwetsbaar luchtschip te varen. 
Het tweede deel van Slide Rule omvat zijn oorlogservaringen met wapensystemen en vliegtuigen. Hij was mededirecteur van vliegtuigfabriek Airspeed, die de Horsa-gliders tijdens de Tweede Wereldoorlog bouwde, en die o.a. bij de slag om Arnhem zijn ingezet. 
Het laatste deel beschrijft zijn emigratie naar Australië (kort na de demobilisatie in 1945), mede als reactie op het verbod om zijn boek Most Secret uit te mogen geven. Nevil was faliekant tegen te veel overheidsbemoeizucht.
In de zomer van 2010 is er een biografische aanvulling op Slide Rule verschenen onder de titel Parallel Motion. Ze is geschreven door John Anderson en uitgegeven bij de Paper Tiger. ISBN 978-1-889439-37-2